# Сороговец, Александр Владимирович
Алекса́ндр Влади́мирович Сорогове́ц (1971—1995) — участник Первой чеченской войны, Герой Российской Федерации, помощник начальника разведки 324-го мотострелкового полка 34-й мотострелковой дивизии Уральского военного округа, старший лейтенант.

## Биография
Родился 7 мая 1971 года в Ташкенте. Белорус. Окончил 8 классов средней школы № 209 города Ташкента (микрорайон Карасу-1). В последующем учился в ПТУ. Будучи отличником, имел возможность без экзаменов поступить в Ташкентский политехнический институт, но в итоге выбрал путь военного. С 1989 по 1993 годы учился в Ташкентском высшем общевойсковом командном училище им. В. И. Ленина.
После окончания военного училища был направлен для прохождения дальнейшей службы в Туркестанский военный округ. Проходил военную службу в должностях командира группы специального назначения бригады специального назначения, заместителя командира роты специального назначения. В 1994 году командовал группой специального назначения отдельной роты специального назначения в Уральском военном округе.
18 января 1995 года был назначен помощником начальника разведки 324-го мотострелкового полка 34-й мотострелковой дивизии. Полк был дислоцирован в Екатеринбурге и готовился к отправке в Чеченскую республику. 22 января подразделения 324-го мотострелкового полка прибыли в Чечню и расположились недалеко от села Толстой-Юрт. С 23 января 1995 года принимал участие в боевых действиях.
Умер от тяжёлого ранения 15 марта 1995 года в битве за мост через реку Аргун, расположенного недалеко от села Новые Атаги. Командование 324-го полка ходатайствовало о присвоении посмертно ему звания «Герой Российской Федерации».
Похоронен на Боткинском кладбище города Ташкента.
В память об Александре Сороговце в его родной части установлен обелиск.

## Награды
- Медаль «За отвагу» (20 апреля 1995 года);
- Звание «Герой Российской Федерации» (29 января 1997 года).

## Публикации
- Ю. Пирогов. Обрыв у Чечен-Аула. // «Красная звезда», № 65 (21652) от 24 марта 1995. стр.1